# Distretto di Ivano-Frankivs'k
Il distretto di Ivano-Frankivs’k (in ucraino Івано-Франківський район?, Ivano-Frankivs'kyj rajon) è un distretto dell'oblast' di Ivano-Frankivs'k. È stato creato nel luglio 2020 come parte della riforma delle divisioni amministrative dell'Ucraina.Il centro del distretto è la città di Ivano-Frankivs'k. 
Cinque distretti aboliti, (Bohorodčany, Halyč, Rohatyn, Tlumač e Tysmenycja) così come le municipalità di Ivano-Frankivs’k e Burštyn, sono stati fusi nel distretto di Ivano-Frankivsk’. Ha una popolazione di 556 104 abitanti.